# Fernando Belaunzarán Méndez
Fernando Belaunzarán Méndez (Ciudad de México, 3 de enero de 1970) es un político mexicano, miembro del Partido Acción Nacional.
A partir del 2013, fue diputado federal plurinominal de la LXII Legislatura del Congreso mexicano, representando a la Ciudad de México. Durante su cargo, impulsó la discusión sobre la despenalización de la mariguana, la defensa de los derechos de los usuarios de servicios financieros (a raíz de la quiebra de FICREA), entre otros temas. Fue candidato a dirigente nacional del PRD en 2015.
Durante su juventud, representó a los estudiantes de la Facultad de Filosofía y Letras de la UNAM ante el consejo universitario de dicha institución. Asimismo, participó como activista estudiantil del CEU.
Es autor de los siguientes libros: Tiempos Turbulentos. Ensayos en el año del Complot (Itaca 2005), Herejías políticas en momentos decisivos (Estampa-PRD 2008), La Guerra de los Herejes (Estampa-PRD 2008), Herejía, crítica y parresía (Estampa-PRD 2012).
Belaunzarán ha colaborado, entre otros, en los periódicos La Jornada, Reforma, Milenio, El Día, Excelsior, El Universal (suplemento) entre otras. Actualmente forma parte de la Dirección Nacional Extraordinaria del PRD.

## UNAM
Belaunzarán Méndez participó activamente en causas políticas y culturales estudiantiles durante su paso por la FFYL de la UNAM, llegando a desempeñarse como consejero universitario entre 1993 y 1995.
Fue integrante de la llamada “corriente histórica” del Consejo Estudiantil Universitario (CEU). Participó en diferentes momentos políticos de la comunidad estudiantil, tales como protestas cuando el rector Jose Sarukhán intento elevar las cuotas en 1992. Fundó en 1994 junto con otros estudiantes, la Caravana Ricardo Pozas cuyo objetivo consistía en brindar ayuda humanitaria (víveres, medicamentos, herramientas de trabajo) a las comunidades indígenas de Chiapas, que en ese momento no solo lidiaban con la pobreza extrema sino con el conflicto armado activo en la región.
El 24 de mayo de 1994, interpeló al entonces candidato presidencial Ernesto Zedillo, en medio de una polémica visita a la UNAM. Este incidente generó revuelo en medios, siendo la portada del periódico Reforma al día siguiente y noticia en diferentes diarios de circulación nacional e incluso en algunos diarios extranjeros.
Convocó al Movimiento de Excluidos de la Educación Media Superior y Superior que en 1995 y se logró que mediante protestas, huelgas de hambre y la toma de la Torre de Rectoría, el ingreso de más de mil estudiantes a la UNAM. Este conflicto fue uno de los más serios enfrentados en la UNAM, llevando a varios estudiantes a tener denuncias en contra. Durante el mes de agosto de ese año, representantes del CEU celebraron un mitin, presionando a la UNAM para ampliar el ingreso y cuestionando la disminución de la matrícula y otras políticas universitarias. En este ambiente es que 15 estudiantes y padres de familia inician una huelga de hambre en la entrada de rectoría a manera de protesta por la venta de exámenes comprobada en algunas escuelas. Otros cientos de no aceptados acudieron a tomar clases al aire libre o de oyentes en salones. Adolfo Llubere, Fernando Belaunzarán, Oscar Moreno, Inti Muñoz, Bernardo Bolaños (quien además fungió como abogado del grupo), Gonzalo Badillo y Enrique Pérez Palacios, encabezaron al grupo de estudiantes y rechazados que tomó la Torre de Rectoría el 22 de septiembre, para obligar al rector José Sarukhán a abrir más espacios de primer ingreso en el bachillerato y la licenciatura. El 26 de septiembre, estudiantes, trabajadores y funcionarios universitarios partieron de la facultad de derecho a la explanada de CU, en lo que sería llamada la Marcha Silenciosa , exigiendo la devolución del inmueble de Rectoría y a su vez el Movimiento Estudiantil formó un cerco de paz alrededor de la Torre, la cual fue devuelta tras 9 días con la promesa de diálogo y acuerdos. Pero el incumplimiento de los mismos, degeneraron en los paros del mes de noviembre del mismo año en los CCH y a una huelga de 44 días de octubre a noviembre de 1995.
El 20 de abril de 1999 estudiantes de la UNAM cerraron las instalaciones universitarias , luego que el Consejo Universitario aprobara la propuesta de Francisco Barnés de Castro para modificar el Reglamento General de Pagos dando inicio la huelga de más de doscientos días que concluyó el 6 de febrero de 2000 con la irrupción de la PFPF a las instalaciones universitarias para el desalojo de los paristas. En este movimiento, Belaunzarán, no se encontró relacionado desde su origen, sino que participó como asesor. Pero es después del 7 de junio de 1999, cuando el Consejo Universitario aprobó el Reglamento General de Pagos por Trámites Escolares y Servicios Educativos, que asumió un rol más activo, entrando de lleno con la propuesta de los maestros eméritos, presentada el 28 de julio del mismo año. Se inició una polarización entre los grupos, siendo identificados como los ultras, aquellos que insistían en que cumplieran los 6 puntos del pliego petitorio y no levantar la huelga y los moderados, donde él fungía como vocero, quienes apoyaron la propuesta de los maestros eméritos, la cual finalmente fue rechazada en una cerrada votación por dos votos de diferencia. Esto habría de tensionar el diálogo al interior del CGH, vetando el 17 de octubre de 1999 a Fernando Belaunzarán del CGH en medio de una asamblea violenta sostenida en la Prepa 2, considerada un plantel ultra. Esto no impidió que Belaunzarán siguiera cercano al proceso de la huelga la cual concluyó de manera abrupta el día en que la PFP irrumpió en la UNAM y detuvo a estudiantes y desalojo a los huelguistas.
Fue promotor de las visitas del candidato presidencial Cuauhtémoc Cárdenas en 1994, 1997 y 2000, así como de las visitas del expresidente Lula y otras personalidades políticas. La visita de Cárdenas en 2000 marco el fin de su participación en el movimiento estudiantil.

## Trayectoria Legislativa
La LXII Legislatura en la cual Belaunzarán fue diputado, se caracterizó por la aprobación de leyes y reformas constitucionales importantes, entre las que destacan, La Reforma Educativa, El Sistema Nacional Anticorrupción , la Reforma Energética, Hacendaria y Telecomm entre otras, en las cuales Belaunzarán voto a favor, lo cual generó descontento entre algunos votantes de la izquierda mexicana.
Asimismo se aprobó el 5 de diciembre de 2013 reformas al régimen político mexicano, por medio de la participación ciudadana . Se crea el Instituto Nacional Electoral donde fungió como consejero suplente del Poder Legislativo, se dio apertura a la creación de gobiernos de coalición y la regulación de las consultas ciudadanas lo que permitió a Belaunzarán ser de los promotores de la consulta #QueMePregunten respecto a la Reforma Energética.
Del acuerdo entre las fuerzas políticas en la Cámara, se aprobó el Sistema Nacional Anticorrupción, siendo el resultado de la suma de iniciativa presentadas por varios legisladores, entre ellos Belaunzarán, para procurar el uso correcto de los recursos públicos. Este dictamen fue votado el 26 de febrero de 2015 reforzando la actuación de diferentes instancias tales como la Secretaria de la Función Pública y promoviendo la declaración patrimonial e intereses de los servidores públicos.

## Causas Promovidas
Desde estudiante ha participado en diferentes causas, en la UNAM fundó junto con otros la Caravana Ricardo Pozas dedicada a llevar ayuda a las zonas marginadas de Chiapas durante el conflicto protagonizado por el EZLN. Asimismo Fernando Belaunzarán ha sido un impulsor del debate en la política de drogas vigente en el país. Durante su gestión en la Cámara promovió la legalización de la marihuana tanto médica como recreativa mediante una iniciativa de ley , así como otra por el que se exhorta al Presidente de la República a solicitar formalmente ante la Comisión de estupefacientes de la Organización de las Naciones Unidas la autorización para cultivar la amapola medicinal . En este rubro, asimismo organizó el Foro Internacional de Política de Drogas , en el mes de julio de 2014, en la Ciudad de México, donde panelistas internacionales y políticos debatieron sobre un cambio de estrategia necesario en las políticas de drogas. Ha sido invitado a participar en el en diversos foros en varios países, entre los que destaca la participación en el Parlatino en 2014 y 2015 . Asimismo participó de forma activa en los Foros de consulta para la regularización de la marihuana en México promovidos por la Presidencia de la República y la Secretaría de Gobernación.
En su gestión asimismo presentó una iniciativa en pro de la eutanasia activa , otra a favor del matrimonio igualitario que fue aprobada solo en lo relativo a la imposibilidad de contraer matrimonio siendo menores de edad, así como dar el debate por los derechos reproductivos de la mujer.
Además, se solidarizó con diversos sectores de la población, entre los que cabe destacar a los ahorradores de FICREA, donde un gran número de ciudadanos, en su mayoría jubilados, fueron defraudados y realizó trabajo bicameral para presentar la Ley de Ahorro y Crédito Popular aprobada en la Cámara de Diputados y pendiente de votación en el Senado para la LXIII Legislatura.
En el tema del cannabis medicinal destaca el caso de Graciela Elizalde , causa promovida por Belaunzaran hacia el fin de la legislatura LXII, una pequeña de 8 años que abrió las puertas al uso del cannabidiol medicinal para el tratamiento de Lennox-Gastaut, el cual genera múltiples convulsiones epilépticas al día. Se le amparó para permitirle ser la primera paciente en México con un compuesto de marihuana, cumpliéndose la importación del medicamento en el mes de octubre de 2015, lo que fue ampliamente cubierta por prensa internacional.
En referencia a desapariciones forzadas y muertes, con relación al conflicto de Ayotzinapa, Belaunzarán se pronunció enérgicamente en medios, en la Cámara y solicitó el esclarecimiento total del caso . Asimismo en referencia a Tanhuato, Michoacán , donde los Diputados del PRD , entre ellos Fernando Belaunzarán, propusieron un punto de acuerdo a la Comisión Permanente para solicitar a la PGR y a la CNDH el resultado de sus investigaciones respecto a los acontecimientos. Por otra parte, se manifestó a favor del esclarecimiento total del caso Tlatlaya, ocurrido el 30 de junio de 2014, Belaunzarán solicitó al Instituto Federal de Acceso a la Información y Protección de Datos (IFAI) revocación del acuerdo que promovió la Procuraduría mexiquense para reservar por nueve años la información, promovió el caso a través de redes, publicaciones entre otras.
Además solicitó juicio político contra Javier Duarte de Ochoa, gobernador constitucional del estado de Veracruz en el periodo de 2010 a 2016, en conjunto con el entonces diputado Julio Raya al considerar que existía un conjunto de violaciones graves por parte del gobernador de Veracruz a la Constitución Política, en materia de derechos humanos y a las leyes federales sobre protección de las víctimas, de periodistas, de seguridad pública y ejercicio de los recursos federales.
En el IFE, donde fungió como consejero del Poder Legislativo encabezó el debate por el caso Monex en las elecciones presidenciales de 2012, -antes, durante y después de la elección del primero de julio-contra la coalición Compromiso por México (integrada por el PRI y el PVEM) por la posible aportación ilegal a la campaña de Enrique Peña Nieto, (durante la campaña electoral, el PAN y el PRD acusaron a la coalición Compromiso por México de utilizar un total de 9 mil 924 tarjetas fondeadas por Monex para el pago de operadores del PRI), donde finalmente fue exonerada la Coalición, siendo Belaunzarán de los consejeros del entonces IFE, que se pronunció en contra de dicho fallo.
En las elecciones de 2015, de acuerdo a un proyecto promovido también por los consejeros y representantes del Poder Legislativo ante el INE, Javier Corral, senador del PAN y Fernando Belaunzarán, diputado del PRD, solicitaron remover el registro al Partido Verde, "por el conjunto y magnitud de violaciones graves, sistemáticas y reiteradas cometidas en contra de la Constitución y de la normatividad electoral en el marco de los comicios de 2015”.

## Publicaciones
Belaunzarán además de su trayectoria curricular, se ha desempeñado como analista y articulista. Ha escrito los siguientes libros:
2005 - Autor del libro Tiempos Turbulentos. Ensayos en el año del Complot.
2008 - Autor del libro Herejías políticas en momentos decisivos.
2008 - Autor del libro La Guerra de los Herejes.
2012 - Autor del libro Herejía, crítica y parresía.
Ha publicado artículos en diversos medios, entre los que destacan
Articulista para las agencias de noticias en Internet ADN sureste.
· Articulista en las revistas Memoria, Coyuntura, Nueva Izquierda, Regeneración y Versus.
· Articulista en los periódicos La Jornada, Reforma, Milenio, El Día, Excélsior, El Universal (suplemento), Síntesis, La fuerza del Sol.
· Director de la revista El punto sobre la i.
· 2007 - 2008 - Miembro del Consejo Editorial del periódico Reforma
·

## Controversias
En 2005, sostuvo un intercambio epistolar con el Subcomandante Marcos a través de Diario la Jornada recibiendo respuesta en el mismo medio en menos de un mes El motivo de la carta de Belaunzarán hacia Marcos era cuestionar lo que él consideraba como insultos y críticas a los dirigentes de su partido, incluida la defensa de Andrés Manuel López Obrador. Por su parte Marcos respondió con una dura carta, donde recurría a sarcasmos, insultos y temas diversos para desacreditar lo expuesto, por lo que generó que los medios cubrieran dicho intercambio. No obstante, La Jornada se negó a publicar la réplica de Belaunzarán, la cual se generó 6 años después, en diciembre de 2011 a razón de una misiva enviada por Marcos a Luis Villoro. Estas misivas que generaron interés nacional, siguen vigentes en diarios y páginas blogs donde aún son usadas de referencia.
Ya como diputado federal, el 31 de enero de 2014, Fernando Belaunzarán acudió a la Promulgación de la Reforma por el presidente Enrique Peña Nieto.En esas fechas se llevaba a cabo la promoción de la Consulta Popular propuesta por el PRD #QueMePregunten en referencia a la Reforma Energética. Belaunzarán aprovechó al término del evento para acercarse al templete y entregó al presidente una camiseta con la leyenda de dicha consulta. El evento quedó registrado en varios medios.
En mayo de 2015, envió una misiva dirigida a Andrés Manuel López Obrador, publicada por el diario Milenio, bajo el título de Distinguido Andrés Manuel, la cual era una serie de cuestionamientos a López Obrador, la carta se volvió viral, siendo tendencia en redes, medios de comunicación y diarios de circulación impresa y electrónica.
El martes 30 de junio de 2015 los Reyes de España, Letizia y Felipe VI asistieron a la Sesión Solemne de la Cámara Permanente del Congreso de la Unión. La visita estuvo rodeada de un fuerte protocolo entre los que se señalaba la prohibición de tomar ‘selfies’ con los monarcas, instrucción la cual no fue acatada por Belaunzarán, quien acudió con una bandera morada a la sesión (en memoria a los colores de la República). Pero la polémica se generaría en los medios debido a que en el momento del ingresos de los Reyes al recinto, con post its, pegó en su curul una bandera republicana “hechiza” de forma horizontal. Este incidente causó controversia en todos los medios, generando entrevistas, páginas en periódicos y fuertes críticas de algunos, donde incluso lo llamaron adolescente emocional.

## Reconocimientos
Fernando Belaunzarán fue reconocido como el diputado mejor evaluado de acuerdo a Atlas Político. El "Ranking 5D" califica el desempeño de cada uno de los legisladores bajo criterios estadísticos, con base en fórmulas matemáticas, sin considerar plataformas políticas ni posiciones ideológicas.
En el estudio -elaborado por académicos de la Universidad de Harvard se evalúa cinco "dimensiones" del trabajo de cada legislador: activismo legislativo, auditoría legislativa, debate parlamentario, asistencia y transparencia. Cada categoría cuenta con puntuaciones de cero a uno, de acuerdo con la metodología estadística diseñada por los investigadores.